# Ron Geaves
Ron Geaves (* 7. Juni 1948) ist ehemaliger Professor für Religionswissenschaften an der Hope Universität Liverpool, England.

## Leben
Geaves promovierte an der Universität Leeds über das Thema „Gesellschaftsbildung der Muslime in England“. Bekannt wurde er durch seine Fachkenntnisse in Sachen Anpassung und Transmigration von Religionen in den Westen, besonders des Islam, des Sikhismus und des Hinduismus. Sein besonderes Interesse gilt der spirituellen Manifestation des Islam und indischer Traditionen.
Er unterrichtete in einigen fachbezogenen Gebieten, darunter Islam, Hinduismus, Sikhismus, der Soziologie und Anthropologie der Religionen, des Judaismus, des Christentums und der antiken Religionen.
Er war Vorsitzender und Programmleiter für religiöse Studien an der Universität Chester in England und Leiter des gleichen Fachbereichs der Universität Chichester.
Der für INFORM arbeitende David Barrett empfahl ihm, seine Erfahrungen zum Thema Prem Rawat (Geaves gilt als einer seiner ersten westlichen Schüler) mit seinem akademischen Hintergrund zu verbinden, um Einblick in diese Bewegung zu geben.
2006 äußerte Geaves vor Würdenträgern und Mitgliedern der Muslimgemeinde von Nordwest-England, die Bombenanschläge des 7. Juli 2005 in London müssten im Zusammenhang mit der langen Geschichte des Protests der englischen Muslime gesehen werden. Diese Attacken schlicht als Terrorismus zu bezeichnen, dämonisiere lediglich die Beteiligten und führe nicht weiter im Verständnis um Ursache und Motivation. Diese Aussage führte zu heftigen Kontroversen mit einigen anderen Sprechern. Er antwortete, es bringe nicht weiter, den „Terrorismus der Welt“ als solchen zu dämonisieren; auch die Gräuel der Bombenanschläge von Nordirland und der Terrorismus jener Zeit könne ebenfalls als extreme Form des Protestes gesehen werden.
Zurzeit ist Ron Geaves Vorstandsmitglied des Forschungsnetzwerks „Muslims in Britain“.
Im Jahre 2013 wurde er emeritiert.

## Werk
Das Buch „The Sufis of Britain“ (Cardiff: Academic Press, 2000) erläutert die Erscheinungsform der islamischen Mystik in England; „The Continuum Glossary of Religious Terminology“ (London: Continuum, 2001) enthält eine ausführliche Nomenklatur von sieben großen Glaubenssystemen.
Darüber hinaus schrieb Geaves eine Reihe wissenschaftlicher Arbeiten über Prem Rawat, auch bekannt als „Maharaji“, und die zugehörigen Organisationen.
2007 veröffentlichte er in Zusammenarbeit mit George Chryssides von der Wolverhampton Universität „Study of Religion“  und 2006 „Understanding Religion“ in Zusammenarbeit mit Theodore Gabriel von der Universität Gloucester.
Des Weiteren arbeitete er an zwei gemeinschaftlich herausgegebenen Abhandlungen, einer über die lokalen und globalen Erscheinungsformen des Sufismus, und einem enzyklopädischen Nachschlagewerk über islamische Sekten.

## Bibliographie

### Bücher
- Peripatetic Mystics: The Renunciate Order of the Terapanthi Jains (2003) in Mysticisms East and West: Studies in Mystical Experience eds C.Partridge & T.Gabriel . Carlisle: Paternoster Press, ISBN 1-84227-092-3.
- The Sufis of Britain: An Exploration of Muslim Identity, Cardiff Academic Press (1. Januar 2000), ISBN 1-899025-07-3.
- Continuum Glossary Of Religious Terms, Continuum International Publishing Group (1. Mai 2005), ISBN 0-8264-7921-9.
- Aspects of Islam, Georgetown University Press (30. September 2005), ISBN 1-58901-073-6.
- Islam And The West Post September 11th, mit Theodore Gabriel und Yvonne Haddad, Ashgate Publishing (30. December 2004), ISBN 0-7546-5005-7.

### Artikel
- The legitimisation of a North Indian form of Skanda worship in the UK: the transmigration of Baba Balaknath from rural Punjab to urban centres of Britain, mit Catherine Barnes, 2. Skanda-Murukan Conference, veröffentlicht in DISKUS Vol. 4, No.2 (1996)
- Baba Balaknath: an exploration of religious identity Vortrag bei der British Association for the Study of Religions Jahreskonferenz, 16.–19. September 1996 am University College of St. Martin, Lancaster.
- From Divine Light Mission to Elan Vital and Beyond: An Exploration of Change and Adaptation. Nova Religio, März 2004, Vol. 7, No. 3, Pp. 45–62
- From Totapuri to Maharaji: Reflections on a Lineage (Parampara) (2007), in Indian Religions: Renaissance and Revival, ed. Anna King. London: Equinox, 2007
- "Forget Transmitted Memory: The De-traditionalised ‘Religion’ of Prem Rawat" in Journal of Contemporary Religion, Vol. 24/1, 2009